# Zabełcze (Nowy Sącz)
Zabełcze – osiedle w Nowym Sączu, położone w północnej części miasta. Graniczy z osiedlami Przetakówka i Helena oraz miejscowością Wielopole. Obecne granice osiedla od 2005 roku.
Główną ulicą Zabełcza jest Tarnowska (droga krajowa nr 75). W skład osiedla wchodzą także ulice Gajowa, Myśliwska, Dożynkowa, Sosnowa, Łowiecka, Brzozowa, Cisowa, Sadownicza, Korczynowa, Wielopolanka, Zabełecka, Lipowa oraz Wiśniowa.
Na osiedlu znajduje się Kościół Najświętszej Maryi Panny Częstochowskiej, a obok niego „grota zabełecka”. Znajduje  się tu również cmentarz wojenny. Przy ul. Tarnowskiej 117 działa Klub Sportowy „Zabełcze”. Na terenie osiedla działa miejska oczyszczalnia ścieków oraz wysypisko śmieci. Przez osiedle kursują autobusy komunikacji miejskiej nr 5 i 31.

## Etymologia
Zabełcze to „miejsce za bełkiem”, czyli wirem na Dunajcu powodującym „bełkot” wody.

## Historia
Pierwsza wzmianka historyczna o Zabełczu pochodzi z 1292 r. (Sabelcze). Przez lata była własnością rycerskiego rodu Wielogłowskich herbu Starykoń. W połowie XVI/XVII wieku znajdowała się w rękach Jana Dobka-Łowczowskiego (1553-1628), dziedzica Zabełcza i Wielopola, stolnika króla Zygmunta III Wazy.
W latach 1884–1889 w zabełeckim dworze, u swego stryja hr. Gustawa Romera, mieszkał twórca polskiej kartografii Eugeniusz Romer. Folwark zabełecki w 1902 r. zakupili sądeccy OO Jezuici. Upaństwowiony w 1945 stanowił gospodarstwo Stacji Hodowli Nasion. W 1990 r. częściowo zwrócono majątek jezuitom. 